# 查尔斯·伯恩斯坦

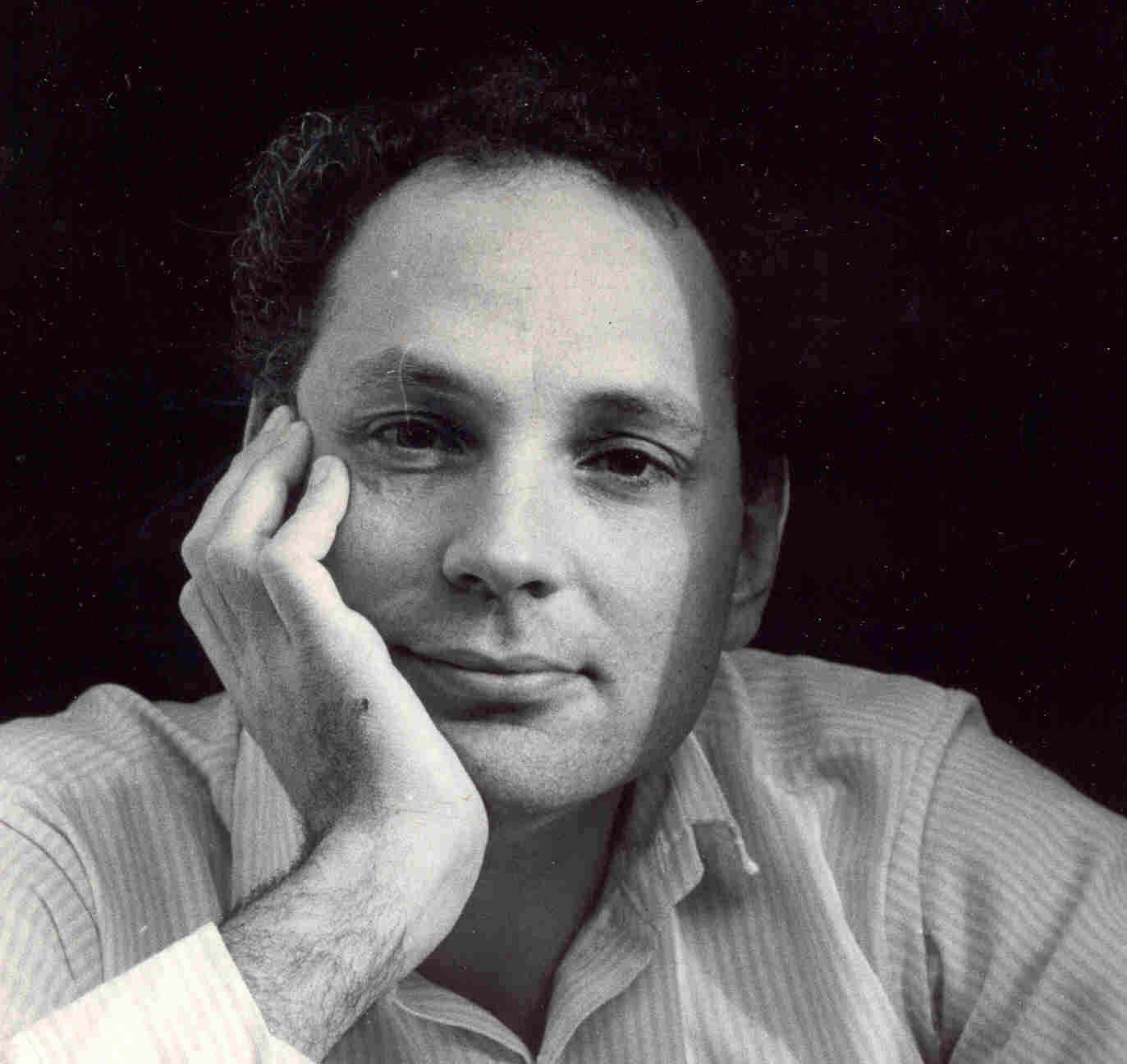
查尔斯·伯恩斯坦

查尔斯·伯恩斯坦（Charles Bernstein，1950年4月4日—）是一位美国诗人、散文家、编辑。伯恩斯坦生於一個猶太人家庭，曾在水牛城大學和宾夕法尼亚大学任教。  2000年，他曾在电影《隔窗友緣》中饰演西蒙博士一角。2006年，查尔斯·伯恩斯坦当选美国文理科学院院士。 